# Tripusus
Tripusus är ett släkte av skalbaggar. Tripusus ingår i familjen vivlar.
Kladogram enligt Catalogue of Life:
| Tripusus | \| \| Tripusus aterrimus \| \| \| \| \| \| Tripusus filirostris \| \| \| \| \| \| Tripusus leiospathae \| \| \| \| |
|          | \| \| Tripusus aterrimus \| \| \| \| \| \| Tripusus filirostris \| \| \| \| \| \| Tripusus leiospathae \| \| \| \| |
|          | Tripusus aterrimus                                                                                                 |
|          | |
|          | Tripusus filirostris                                                                                               |
|          | |
|          | Tripusus leiospathae                                                                                               |
|          | |